# Liste des pays par âge de la responsabilité pénale

Âge minimum de responsabilité pénale par pays.

L'âge de la responsabilité pénale est l'âge en dessous duquel un enfant est considéré comme incapable d'avoir commis une infraction pénale. Ainsi, les accusés répondant à la définition d'un « mineur » juridique sont exclus de la responsabilité pénale pour leurs actes, si, au moment des faits, ils n'avaient pas atteint l'âge de la responsabilité pénale.

## Débats
La politique consistant à considérer les mineurs comme incapables de commettre des crimes ne reflète pas nécessairement les sensibilités modernes. Ainsi, si la justification de l’excuse est que les enfants en dessous d’un certain âge n’ont pas la capacité de former l’intention coupable d’une infraction, cet argument peut ne plus être tenable, et réfuté par les populations. En effet, compte tenu des différentes vitesses auxquelles les individus peuvent se développer physiquement et intellectuellement, toute forme de limite d’âge explicite peut s’avérer arbitraire et irrationnelle. Pourtant, le sentiment selon lequel les enfants ne méritent pas d’être exposés à des sanctions pénales de la même manière que les adultes reste fort. Les enfants n’ont pas eu d’expérience de la vie et n’ont pas les mêmes capacités mentales et intellectuelles que les adultes. D'aucuns trouvent donc injuste de traiter les jeunes enfants de la même manière que les adultes.
En Écosse, l'âge de la responsabilité pénale a été relevé de 8 à 12 ans par la mise en œuvre de la loi de 2019 sur l'âge de la responsabilité pénale, entrée en vigueur le 31 mars 2020,. En Angleterre, au Pays de Galles et en Irlande du Nord, l’âge de la responsabilité est de 10 ans, et aux Pays-Bas et au Canada, l’âge de la responsabilité est de 12 ans. La Suède, la Finlande et la Norvège ont toutes fixé l’âge à 15 ans. Aux États-Unis, l’âge minimum pour les crimes fédéraux est de 11 ans. Les âges minimums varient toutefois selon les États, 24 États n'ayant pas d'âge minimum défini, et les âges minimums définis allant de 7 ans en Floride à 13 ans dans le Maryland et le New Hampshire.
Les parties au traité de Rome de la Cour pénale internationale n’ayant su s’entendre sur un âge minimum de responsabilité pénale, il a été choisi de résoudre la question de manière procédurale : la compétence de la Cour ne s'applique du coup pas pour les personnes de moins de dix-huit ans.
Certaines juridictions n'ont pas d'âge minimum fixe, mais laissent aux procureurs le soin d'argumenter ou aux juges de décider si l'enfant ou l'adolescent (« mineur ») accusé a compris que ce qui avait fait était mal. Si le défendeur n’a pas compris la différence entre le bien et le mal, il peut ne pas être considéré approprié de traiter cette personne comme coupable. Alternativement, l’absence de faute réelle du délinquant peut être reconnue par des décisions qui évitent les sanctions pénales et/ou abordent des questions plus pratiques de responsabilité parentale en ajustant les droits des parents à la garde non supervisée, ou par des procédures pénales distinctes contre les parents pour manquement à leurs devoirs parentaux.

## Par pays
Ce tableau liste les âges minimums à partir desquels des personnes peuvent être accusées d’une infraction pénale dans chaque pays :
| Pays                      | Âge (seulement pour certains crimes parmi les plus graves) | Âge (pour tous les crimes) | Ref               | Remarques |
| ------------------------- | ---------------------------------------------------------- | -------------------------- | ----------------- | --- |
| Afghanistan               | 12                                                         |                            | [ 7 ]             | L’âge minimum de la responsabilité pénale est de 12 ans. Les enfants âgés de 7 à 12 ans peuvent faire l’objet d’avertissements, d’une surveillance par les services sociaux ou d’un placement dans un centre de réadaptation. |
| Afrique du Sud            | 12                                                         | 14                         | ,                 | L'âge de la capacité pénale a été relevé à 12 ans en 2019. Il existe une présomption réfutable selon laquelle un enfant âgé de 12 à 14 ans n'a pas la capacité pénale. |
| Albanie                   | 14                                                         | 16                         | [ 10 ]            | L'article 1 du Code établit une distinction entre les délits et les contraventions. L'article 12 prévoit que ces dernières (qui sont moins graves) ont une limite d'âge plus élevée, fixée à 16 ans. |
| Algérie                   | 13                                                         | 18                         | [ 11 ]            | |
| Allemagne                 | 14                                                         | 18/21                      | [ 12 ]            | Les mineurs âgés de 14 à 17 ans sont condamnés par la justice pour mineurs. Un jeune adulte âgé de 18 à 21 ans peut néanmoins être condamné par la justice pour mineurs s'il est considéré comme mentalement immature. |
| Andorre                   | 12                                                         | 18/21                      | [ 13 ]            | |
| Angola                    | 14                                                         |                            | [ 14 ]            | Les peines minimales et maximales sont réduites des deux tiers entre 14 et 16 ans, et de moitié entre 16 et 18 ans. Les besoins de réhabilitation et de réinsertion sociale sont également à prendre en compte pour les mineurs. |
| Antigua-et-Barbuda        | 8                                                          | 16                         | [ 15 ]            | Conformément aux articles 1 et 3 de la loi sur les mineurs, les tribunaux doivent tenir compte du bien-être des personnes de moins de 16 ans. |
| Arabie saoudite           | 12                                                         |                            | [ 16 ]            | |
| Argentine                 | 16                                                         | 18                         | ,                 | |
| Arménie                   | 14                                                         |                            | [ 19 ]            | |
| Australie                 | 10/14                                                      | 18/21                      | [ 20 ]            | Les délinquants juvéniles âgés de 14 à 17 ans sont toujours tenus pénalement responsables, mais ils sont toujours jugés comme des délinquants juvéniles, ce qui signifie que les peines sont généralement plus clémentes que celles des adultes. De plus, les photos et les noms des délinquants juvéniles ne peuvent généralement pas être publiés par les médias, et l'accès à la liste/salle d'audience du tribunal pour mineurs est limité aux personnes autorisées uniquement. Néanmoins, les délinquants juvéniles condamnés obtiennent toujours un casier judiciaire permanent (mais généralement scellable ou annulable) comme s'ils étaient adultes (d'où la responsabilité pénale), mais avec des délais d'attente généralement réduits et des normes souvent plus clémentes pour que les condamnations deviennent « éteintes » ou « annulées » selon la législation du Commonwealth, de l'État ou du Territoire applicable. La pleine responsabilité pénale des adultes en termes de condamnation et d'éligibilité à l'annulation de la condamnation à 18 ans (21 ans à Victoria). |
| Autriche                  | 14                                                         | 18/21                      | [ 21 ]            | |
| Azerbaïdjan               | 14                                                         | 16                         | [ 22 ]            | |
| Bahreïn                   | 15                                                         |                            | [ 23 ]            | |
| Bangladesh                | 9                                                          |                            | [ 16 ]            | |
| Belgique                  | 12                                                         |                            | [ 24 ]            | |
| Belize                    | 7                                                          |                            | [ 25 ]            | |
| Bénin                     | 13                                                         |                            | [ 26 ]            | |
| Bhoutan                   | 10                                                         |                            | [ 16 ]            | |
| Biélorussie               | 14                                                         | 16                         | [ 27 ]            | En Biélorussie, l'âge légal de la responsabilité pénale est de 16 ans. Selon l'article 27 du Code pénal biélorusse, les mineurs âgés de 14 à 16 ans ne sont responsables que de certains crimes graves. |
| Bolivie                   | 14                                                         |                            | ,                 | Abaissé en juillet 2014 de 16 à 14 ans. |
| Bosnie-Herzégovine        | 14                                                         |                            | [réf. nécessaire] | |
| Botswana                  | 8                                                          |                            | [ 30 ]            | |
| Brésil                    | 12                                                         | 18                         | ,                 | Pleine responsabilité pénale à partir de 18 ans, avec un système judiciaire pour mineurs pour les délinquants âgés de 12 à 18 ans qui peuvent être condamnés à une peine maximale de 3 ans d'emprisonnement dans des prisons pour mineurs séparées. |
| Brunei                    | 7                                                          |                            | [ 35 ]            | |
| Bulgarie                  | 14                                                         |                            | [ 36 ]            | La peine maximale qui peut être imposée aux délinquants juvéniles ne peut pas dépasser 12 ans d'emprisonnement si les délinquants ont entre 16 et 18 ans et pas plus de 10 ans s'ils ont entre 14 et 16 ans. Les délinquants juvéniles purgent leur peine dans des prisons séparées jusqu'à l'âge de 18 ans. |
| Burkina Faso              | 13                                                         |                            | [ 37 ]            | |
| Burundi                   | 15                                                         |                            | [réf. nécessaire] | |
| Cambodge                  | 14                                                         |                            | [ 16 ]            | |
| Cameroun                  | 10                                                         |                            | [ 38 ]            | |
| Canada                    | 12                                                         | 14                         | [ 39 ]            | Les enfants âgés de 12 ou 13 ans peuvent être condamnés à une peine d'emprisonnement maximale de 10 ans, et les enfants âgés de 14 à 17 ans peuvent être condamnés à la réclusion à perpétuité. |
| Cap-Vert                  | 16                                                         |                            | [réf. nécessaire] | |
| Centrafrique              | 14                                                         |                            | [ 38 ]            | |
| Chili                     | 14                                                         | 16                         | ,                 | |
| Chine                     | 12                                                         | 16                         | ,                 | Depuis le 1er mars 2021, les enfants âgés de 12 à 14 ans peuvent être tenus pénalement responsables d'homicide intentionnel ou de blessures entraînant la mort ou un handicap grave commis avec une cruauté extrême, sous réserve de l'approbation du Parquet populaire suprême. 14 ans est l'âge minimum absolu pour les actes qui constituent les crimes suivants : homicide, blessures entraînant la mort, viol, vol, incendie criminel, explosion, implantation de substances toxiques et trafic de drogues dangereuses. L'âge minimum pour les autres crimes est de 16 ans. À Hong Kong, l'âge minimum est de 10 ans et à Macao de 16. |
| Chypre                    | 14                                                         |                            | [réf. nécessaire] | |
| Colombie                  | 14                                                         | 18                         | [ 33 ]            | |
| Comores                   | 13/14-15                                                   |                            | [ 38 ]            | Dépend de si c'est la charia ou le code pénal qui est appliqué. |
| R. D. Congo               | 14                                                         | 16                         | [ 44 ]            | |
| Corée du Nord             | 14                                                         |                            | [ 16 ]            | |
| Corée du Sud              | 12                                                         | 14                         | [ 16 ]            | |
| Costa Rica                | 12                                                         |                            | [ 45 ]            | Même si les procédures juridiques et les sanctions sont différentes pour les délinquants de moins de 18 ans, tous les délinquants de 12 ans ou plus peuvent être condamnés à une peine d’emprisonnement pouvant aller jusqu’à 15 ans. |
| Côte d'Ivoire             | 10                                                         |                            | [réf. nécessaire] | |
| Croatie                   | 14                                                         | 18                         | [ 46 ]            | |
| Cuba                      | 16                                                         | 18/21                      | [ 47 ]            | |
| Danemark                  | 15                                                         | 18                         | [ 24 ]            | |
| Djibouti                  | 13                                                         |                            | [ 38 ]            | |
| Équateur                  | 12                                                         | 18                         | [ 49 ]            | |
| Salvador                  | 12                                                         | 18                         | [réf. nécessaire] | |
| Égypte                    | 12                                                         |                            | [ 38 ]            | |
| Émirats arabes unis       | 7                                                          |                            | [ 16 ]            | |
| Érythrée                  | 12                                                         |                            | [ 38 ]            | |
| Espagne                   | 14                                                         | 18                         | ,                 | Une personne de moins de 18 ans peut être condamnée à la détention fermée pour une seule infraction si : (i) les faits établissent que la personne a commis un crime en vertu du Code pénal ou de lois pénales spéciales ; (ii) le crime concerné a été qualifié de délit, mais a impliqué de la violence ou de l'intimidation contre des personnes ou a généré un risque grave pour la vie ou la sécurité physique ; ou (iii) les actes sont qualifiés de crimes commis en groupe, en organisation ou en association. Les personnes âgées de 14 ou 15 ans peuvent être condamnées à une peine maximale de trois ans de détention et les personnes âgées de 16 ou 17 ans ne peuvent être condamnées à plus de six ans de détention. |
| Estonie                   | 14                                                         | 18/21                      | [ 24 ]            | |
| Eswatini                  | 7                                                          | 14                         | [ 38 ]            | |
| États-Unis                | varies by state                                            | varies by state            | [ 54 ]            | Au niveau fédéral, l'âge minimum de la délinquance juvénile est de 11 ans, tandis que 24 États n'ont pas d'âge minimum de délinquance. Les normes de transfert des mineurs vers les tribunaux pour adultes varient selon les États et peuvent combiner des limites légales avec le pouvoir discrétionnaire des procureurs et des juges,. |
| Éthiopie                  | 9                                                          |                            | [ 38 ]            | |
| Fiji                      | 10                                                         |                            | [réf. nécessaire] | |
| Finlande                  | 15                                                         | 18                         | [ 56 ]            | |
| France                    | 13                                                         | 18                         | [ 24 ]            | |
| Gabon                     | 13                                                         |                            | [ 38 ]            | |
| Gambie                    | 12                                                         |                            | [réf. nécessaire] | |
| Géorgie                   | 14                                                         |                            | [ 57 ]            | L'article 33 du Code pénal de Géorgie définit que les mineurs entre 14 et 17 ans peuvent être accusés de responsabilité pénale par la justice pour mineurs. |
| Ghana                     | 12                                                         |                            | [réf. nécessaire] | |
| Grèce                     | 15                                                         | 18/21                      | [réf. nécessaire] | |
| Guinée                    | 10                                                         |                            | [réf. nécessaire] | |
| Guinée-Bissau             | 16                                                         |                            | [réf. nécessaire] | |
| Guinée équatoriale        | 16                                                         |                            | [réf. nécessaire] | |
| Hong Kong                 | 10                                                         |                            | [ 43 ]            | |
| Hongrie                   | 12                                                         | 18                         | [ 58 ]            | 12 ans seulement pour l'homicide prémédité, l'homicide volontaire et les coups et blessures entraînant la mort ou entraînant des blessures mettant la vie en danger ; 14 ans pour les autres crimes ; pleine responsabilité pénale à partir de 18 ans. |
| Inde                      | 7                                                          | 12                         | [ 16 ]            | Présomption réfutable d’incapacité jusqu’à l’âge de 12 ans. Les mineurs peuvent être détenus jusqu’à un maximum de 3 ans, mais, en 2015, ce maximum a été porté à 7 ans, et les mineurs âgés de 16 à 18 ans peuvent désormais être jugés comme des adultes pour des délits tels que meurtre, viol, etc. Ils ne peuvent cependant pas être condamnés à mort ou à la réclusion à perpétuité. |
| Indonésie                 | 12                                                         | 18                         | [ 59 ]            | |
| Iran                      | 9 (girls), 15 (boys)                                       |                            | ,                 | |
| Irak                      | 9                                                          |                            | [ 16 ]            | |
| Irlande                   | 10                                                         | 12                         | [ 62 ]            | Exception pour les enfants âgés de 10 ou 11 ans, qui peuvent être accusés de meurtre, homicide involontaire, viol ou agression sexuelle aggravée. |
| Islande                   | 15                                                         | 18                         | [ 24 ]            | |
| Israël                    | 12                                                         |                            | [ 16 ]            | |
| Italie                    | 14                                                         |                            | [ 24 ]            | Système judiciaire pour mineurs pour les délinquants âgés de 14 à 18 ans ; cellules séparées pour les mineurs. |
| Japon                     | 14                                                         |                            | [ 16 ]            | École de formation pour mineurs destinée aux délinquants âgés de 11 à 14 ans. |
| Jordanie                  | 12                                                         |                            | [ 63 ]            | |
| Kazakhstan                | 14                                                         | 16                         | [ 64 ]            | |
| Kenya                     | 8                                                          |                            | [ 38 ]            | |
| Kirghizie                 | 14                                                         | 18                         | [ 65 ]            | |
| Kosovo                    | 14                                                         | 18/21                      | [ 66 ]            | |
| Koweït                    | 7                                                          |                            | [ 16 ]            | |
| Laos                      | 15                                                         |                            | [réf. nécessaire] | |
| Lettonie                  | 14                                                         | 18                         | [réf. nécessaire] | |
| Liban                     | 7                                                          |                            | [ 67 ]            | |
| Lesotho                   | 10                                                         |                            | [ 38 ]            | |
| Liberia                   | 7                                                          |                            | [ 38 ]            | |
| Libye                     | 14                                                         | 18                         | [ 68 ]            | |
| Liechtenstein             | 14                                                         | 18/21                      | [réf. nécessaire] | |
| Lituanie                  | 14                                                         | 16                         | [réf. nécessaire] | |
| Luxembourg                | 15                                                         |                            | [ 69 ]            | |
| Macédoine du Nord         | 16                                                         | 18                         | [réf. nécessaire] | Les personnes âgées de 14 à 16 ans au moment où elles ont commis une infraction, appelées « mineurs » dans le Code pénal, ne peuvent être condamnées qu'à des mesures éducatives. |
| Madagascar                | 13                                                         |                            | [ 38 ]            | |
| Malawi                    | 7                                                          |                            | [ 38 ]            | |
| Malaisie                  | 10                                                         |                            | ,                 | La Malaisie possède un système dualiste de droit laïc et islamique, ce qui a donné lieu à un certain nombre d'âges minimums de responsabilité différents selon la branche du droit applicable. - En vertu du Code pénal, une personne peut être tenue pénalement responsable à partir de 10 ans. [Code pénal, article 82. Voir également la loi sur l'enfance, article 2] - En vertu de la loi de 1997 sur les infractions pénales de la charia (territoires fédéraux), les enfants musulmans peuvent être tenus pénalement responsables dès le début de la puberté. [Loi de 1997 sur les infractions pénales de la charia (territoires fédéraux), articles 2 et 51] - Les infractions à la loi sur la sécurité intérieure peuvent être poursuivies quel que soit l'âge. [Règlement essentiel (affaires de sécurité) de 1975, article 3] (La loi a été abrogée en 2012 et remplacée par la loi de 2012 sur les infractions à la sécurité (mesures spéciales)) |
| Maldives                  | 15                                                         | 18                         | [ 72 ]            | La charia permet aux mineurs pubères de moins de 15 ans d’être tenus responsables de certains crimes graves, ainsi qu’aux mineurs de 15 ans et plus sans réfutation de la présomption d’incapacité. |
| Mali                      | 13                                                         |                            | [ 38 ]            | |
| Mauritanie                | 7                                                          |                            | [réf. nécessaire] | |
| Maurice                   | 0                                                          | 14                         | [ 38 ]            | Il n’existe pas d’âge minimum pour la responsabilité pénale. Les enfants de moins de 14 ans ne peuvent être emprisonnés que s’il est prouvé qu’ils ont suffisamment de discernement entre le bien et le mal. |
| Mexique                   | 12                                                         | 16                         | [ 73 ]            | Incarcération à partir de 14 ans. D'autres mesures s'appliquent aux personnes âgées de 12 à 13 ans. |
| Moldavie                  | 14                                                         | 16/21                      | [réf. nécessaire] | |
| Mongolie                  | 14                                                         | 16                         | [ 74 ]            | Les enfants entre 14 et 16 ans ne sont tenus responsables que de certains crimes graves. |
| Monténégro                | 14                                                         |                            | [réf. nécessaire] | |
| Maroc                     | 12                                                         |                            | [ 38 ]            | |
| Mozambique                | 16                                                         |                            | [réf. nécessaire] | |
| Birmanie                  | 7                                                          | 12                         | [ 16 ]            | |
| Namibie                   | 7                                                          | 12                         | [ 38 ]            | |
| Népal                     | 10                                                         |                            | [ 16 ]            | |
| Nicaragua                 | 13                                                         |                            | [réf. nécessaire] | |
| Niger                     | 13                                                         |                            | [ 38 ]            | |
| Nigeria                   | 7                                                          |                            | [ 38 ]            | |
| Norvège                   | 15                                                         | 18                         | [ 75 ]            | |
| Nouvelle-Zélande          | 10                                                         | 14                         | ,                 | Présomption réfutable d'incapacité jusqu'à l'âge de 14 ans. Les enfants âgés de 10 et 11 ans ne peuvent être condamnés que pour meurtre ou homicide involontaire ; les enfants âgés de 12 et 13 ans ne peuvent être condamnés que pour des crimes passibles d'une peine d'emprisonnement maximale d'au moins 14 ans, mais cette peine peut être augmentée en fonction des circonstances. |
| Oman                      | 9                                                          |                            | [ 16 ]            | |
| Ouganda                   | 12                                                         |                            | [ 38 ]            | |
| Ouzbékistan               | 13                                                         | 16                         | [ 16 ]            | « Les personnes peuvent être tenues pénalement responsables de toutes les infractions commises après l'âge de 16 ans, et de l'homicide volontaire à partir de l'âge de 13 ans, et d'autres infractions spécifiquement nommées à partir de l'âge de 14 ans ». [Code pénal, article 17] |
| Pakistan                  | 7                                                          | 12                         | [ 16 ]            | Il existe une présomption réfutable selon laquelle un enfant âgé de 7 à 12 ans est incapable de commettre un crime. |
| Palau                     | 10                                                         |                            | [réf. nécessaire] | |
| Papouasie-Nouvelle-Guinée | 7                                                          |                            | [ 79 ]            | |
| Panama                    | 12                                                         |                            | [réf. nécessaire] | Abaissé en 2010 de 14 à 12 ans. |
| Paraguay                  | 14                                                         |                            | [ 80 ]            | Les délinquants mineurs peuvent être condamnés à une peine maximale de 8 ans d’emprisonnement. |
| Pays-Bas                  | 12/16-21                                                   | 16-21/22                   | ,                 | À partir de 16 ans, les personnes peuvent être jugées comme des adultes ou comme des mineurs (jeugdstrafrecht). L'âge maximum pour être jugé comme un mineur est de 21 ans. |
| Pérou                     | 14                                                         | 18                         | [ 33 ]            | Au Pérou, l’âge légal de la responsabilité pénale est de 18 ans. Toutefois, les mineurs âgés de 16 à 17 ans au moment du délit peuvent être condamnés à une peine de prison de 6 à 10 ans en cas d’homicide, de féminicide, d’extorsion, de vandalisme, de viol ou d’appartenance à une bande criminelle. Les mineurs âgés de 14 à 15 ans au moment de l’un de ces délits peuvent être condamnés à une peine de prison de 4 à 8 ans. |
| Philippines               | 15                                                         | 18                         | ,                 | Le 28 janvier 2019, la Chambre des représentants a adopté un projet de loi proposant d'abaisser l'âge minimum de la responsabilité pénale de 15 à 12 ans par 146 voix contre 34. Certains défenseurs des droits de l'enfant se sont opposés à ce projet de loi et à d'autres projets de loi connexes en faveur d'une approche moins fragmentée des problèmes des enfants. |
| Pologne                   | 13                                                         | 17                         | [ 87 ]            | En Pologne, l'âge légal de la responsabilité pénale est de 17 ans. Les mineurs de 15 ans peuvent être jugés comme des adultes pour des crimes particulièrement odieux tels que la trahison, l'assassinat du président polonais, le meurtre, l'homicide, les coups et blessures graves, les catastrophes, les agressions contre un fonctionnaire, la prise d'otage, le viol et le vol, lorsque « les circonstances de l'affaire et l'état mental de l'auteur, ses caractéristiques et sa situation personnelle le justifient, et en particulier lorsque les mesures éducatives, thérapeutiques ou correctives appliquées précédemment se sont révélées inefficaces ». D'autre part, le tribunal peut choisir d'appliquer des mesures pour mineurs aux auteurs âgés de plus de 17 ans mais de moins de 18 ans, si « les circonstances de l'affaire et l'état mental de l'auteur, ses caractéristiques et sa situation personnelle le justifient ». L'âge légal de la responsabilité pénale des mineurs est de 13 ans. La responsabilité pénale des mineurs s'applique à toutes les personnes de moins de 18 ans (y compris les personnes de moins de 13 ans). La peine maximale pouvant être imposée aux délinquants responsables d'infractions pénales âgés de moins de 18 ans est de 25 ans d'emprisonnement. |
| Portugal                  | 16                                                         | 18/21                      | [ 89 ]            | |
| Qatar                     | 7                                                          |                            | [ 16 ]            | |
| Roumanie                  | 16                                                         | 18                         | [ 24 ]            | Un enfant de 14 à 16 ans ne peut être tenu pénalement responsable que s'il peut être prouvé qu'il avait du « discernement ». Pour les infractions pour lesquelles un adulte serait condamné à la réclusion à perpétuité, une personne âgée de 14 à 18 ans serait condamnée à une peine maximale de 15 ans de « réclusion stricte ». Pour les infractions pour lesquelles un adulte serait condamné à une « détention sévère », une personne âgée de 14 à 18 ans serait condamnée à une peine maximale de 12 ans de « réclusion stricte ». |
| Royaume-Uni               | 10/12                                                      | 12/15                      | ,                 | 10 ans en Angleterre, au Pays de Galles et en Irlande du Nord. En général, les personnes âgées de 10 à 11 ans ne sont emprisonnées que dans les cas très graves, comme le meurtre. De plus, l'issue des procédures pénales pour les jeunes (12 à 17 ans) est généralement classée par âge (actuellement, cela dépendra de l'âge du délinquant (plus le délinquant est âgé, plus la peine est sévère, en particulier pour les crimes graves). 12 ans en Écosse. Les enfants de moins de 12 ans ne peuvent pas être condamnés ni avoir de casier judiciaire ; de 12 à 15 ans, la décision est généralement prise par le rapporteur pour les enfants de renvoyer l'enfant à une audience, ce qui peut conduire à un casier judiciaire, mais peut entraîner des poursuites pour une infraction pénale si l'infraction est grave. |
| Russie                    | 14                                                         | 16                         | [ 93 ]            | 16 ans par défaut, 14 ans spécifiquement pour les crimes énumérés à l'article 20 du Code criminel, comme le meurtre, le viol, le vol, l'extorsion, l'enlèvement, le vol de véhicule à moteur, l'attaque terroriste, le vol de substances réglementées comme des explosifs ou des stupéfiants, le comportement antisocial aggravé, le vandalisme, la fausse déclaration d'une attaque terroriste. |
| Rwanda                    | 14                                                         |                            | [réf. nécessaire] | |
| Saint-Marin               | 14                                                         | 18/21                      | ,                 | |
| Sao Tomé-et-Principe      | 16                                                         |                            | [réf. nécessaire] | |
| Sénégal                   | 13                                                         |                            | [réf. nécessaire] | |
| Serbie                    | 14                                                         | 18                         | [ 96 ]            | Persons aged 14 or 15 ("younger juveniles") can only be sentenced to educational measures |
| Seychelles                | 7                                                          |                            | [ 38 ]            | |
| Sierra Leone              | 14                                                         |                            | [réf. nécessaire] | |
| Singapour                 | 10                                                         |                            | ,                 | Le Comité de révision du Code pénal a proposé d'augmenter l'âge à 10 ans. Les délinquants âgés de 16 à 21 ans sont considérés comme des jeunes adultes et peuvent être admis à une formation réformatrice. |
| Slovaquie                 | 14                                                         |                            | [réf. nécessaire] | |
| Slovénie                  | 14                                                         | 18/21                      | [ 24 ]            | |
| Îles Salomon              | 8                                                          |                            | [réf. nécessaire] | |
| Somalie                   | 14/15                                                      |                            | [ 38 ]            | 15 ans au Somaliland, 14 dans le reste du pays. |
| Soudan                    | 12                                                         | 18                         | [ 99 ]            | |
| Soudan du Sud             | 12                                                         |                            | [ 38 ]            | |
| Sri Lanka                 | 12                                                         | 14                         | [ 16 ]            | Présomption réfutable d’incapacité jusqu’à l’âge de 14 ans. |
| Suède                     | 15                                                         | 18                         | [ 24 ]            | Auparavant, l'âge maximum était de 21 ans, il a été réduit à 18 ans en 2021. |
| Suisse                    | 10                                                         | 18                         | [ 24 ]            | Les enfants âgés de 15 ans au moment de l'infraction ne peuvent être condamnés à plus d'un an de détention. Un enfant âgé de 16 ans ou plus au moment de l'infraction ne peut être condamné à plus de quatre ans de détention, et seulement lorsque : (i) il a commis une infraction pour laquelle un adulte pourrait être condamné à une détention de plus de trois mois ; ou (ii) il a commis une infraction visée à l'article 122 du Code pénal, liée au fait d'infliger intentionnellement une blessure mettant la vie en danger ; ou (iii) il commet un vol en tant que membre d'un groupe formé dans le but de commettre des vols ou des vols répétés en vertu de l'article 140(3) du Code pénal ; ou (iv) le comportement du délinquant est tel qu'il témoigne d'une cruauté particulière ou que le comportement ou le but de l'acte révèlent un état d'esprit hautement répréhensible. |
| Syrie                     | 10                                                         |                            | [ 16 ]            | |
| Tadjikistan               | 14                                                         | 16                         | [ 101 ]           | |
| Taïwan                    | 12/14                                                      | 18                         | ,                 | Les mineurs de 12 à 14 ans ne peuvent pas être jugés par un tribunal pénal, mais peuvent néanmoins être condamnés à une probation pour mineurs ou envoyés dans des écoles correctionnelles. Les mineurs de 14 à 18 ans sont soumis au Code pénal mais peuvent bénéficier d'une réduction de peine. Enfin, la peine de mort et la réclusion à perpétuité ne peuvent être prononcées contre les délinquants mineurs. |
| Tanzanie                  | 7                                                          |                            | [ 38 ]            | |
| Tchad                     | 13                                                         |                            | [ 38 ]            | |
| Tchéquie                  | 15                                                         | 18                         | [ 104 ]           | |
| Thaïlande                 | 7                                                          | 14                         | [ 16 ]            | |
| Timor oriental            | 16                                                         |                            | [ 16 ]            | |
| Togo                      | 14                                                         |                            | [ 38 ]            | |
| Turquie                   | 12                                                         | 18                         | [ 105 ]           | |
| Turkmenistan              | 14                                                         | 16                         | [ 16 ]            | |
| Tunisie                   | 13                                                         |                            | [réf. nécessaire] | |
| Ukraine                   | 14                                                         | 16                         | [ 24 ]            | |
| Uruguay                   | 13                                                         | 18                         | [ 106 ]           | |
| Vanuatu                   | 10                                                         |                            | [réf. nécessaire] | |
| Vietnam                   | 14                                                         | 16                         | [ 16 ]            | |
| Yemen                     | 7                                                          |                            | [ 16 ]            | |
| Zambie                    | 8                                                          | 12                         | [ 38 ]            | |
| Zimbabwe                  | 7                                                          | 14                         | [ 38 ]            | |

## Tribunaux pour mineurs
Dans certains pays, un tribunal pour mineurs est un tribunal de juridiction spéciale chargé de juger les affaires impliquant des crimes commis par des personnes n’ayant pas encore atteint un âge légalement spécifique. S'il est reconnu coupable par un tribunal pour mineurs, le délinquant est jugé « responsable » de ses actes et non « coupable » d'une infraction pénale. Parfois, dans certaines juridictions (comme aux États-Unis d’Amérique), un mineur peut être jugé comme un adulte.

### Lectures complémentaires
- Maher, Gerry. Age and Criminal Responsibility. 2005 Vol 2. Ohio State Journal of Criminal Law. 493 Wayback Machine
- CRC Country Reports (1992–1996); Juvenile Justice and Juvenile Delinquency in Central and Eastern Europe, 1995; United Nations, Implementation of UN Mandates on Juvenile Justice in ESCAP, 1994; Geert Cappelaere, Children's Rights Centre, University of Gent, Belgium.